# Spilosoma gomerensis
Spilosoma gomerensis är en fjärilsart som beskrevs av Rudolf Pinker och Bacallado 1979. Spilosoma gomerensis ingår i släktet Spilosoma och familjen björnspinnare. Inga underarter finns listade i Catalogue of Life.